# Alfons Muža
Alfons Muža (Stara Gradiška, 6. lipnja 1861. – nepoznato), hrvatski liječnik

## Životopis
Rođen je 1861. godine u Staroj Gradiški. Završivši studij medicine, došao je u Osijek. Obnašao je dužnost gradskog fizika. Do 1897. bio je općinski liječnik u Iloku, nakon čega je premješten u Veliku Goricu na mjesto kraljevskoga kotarskog liječnika. Od 1899. bio je ravnatelj osječke bolnice zamijenivši privremenog ravnatelja Belu Fischera. Dotad je vodio i Interni odjel. Neki su mu prigovarali da nije vodio toliko  „energičnu brigu” o usavršavanju mladih liječnika, no za njegova je mandata nabavljen RTG aparat. Od 1905. je ravnatelj i primarni liječnik Internog odjela Huttler-Kolhoffer-Monsperger Zakladne bolnice u Osijeku. Zaslužan za unaprjeđivanje osječke bolnice, zajedno s kirurzima Belom Fischerom i Vatroslavom Florschützom. Malo je poznato da je Muža 1905. balzamirao mrtvo tijelo Josipa Jurja Strossmayera.
Kad je ravnatelj osječke bolnice Alfons Muža čuo za teško stanje ranjenika u bugarsko-srpskom ratu, organizirao je pomoć od nekoliko liječnika koji su onda pošli u bolnicu Hrvatskog Crvenog križa.
Za vrijeme Prvog svjetskog rata radio je u osječkoj bolnici Crvenoga križa.